# C/1909 L1 Borrelly-Daniel
C/1909 L1 (Borrelly-Daniel) è una cometa non periodica, scoperta il 14 giugno 1909 dall'astronomo francese Alphonse Borrelly ed il 15 giugno 1909 dall'astronomo statunitense Zaccheus Daniel.
Il 14 giugno 1909 la cometa era di 10,5a, il 18 giugno 1909 raggiunse la 9a, l'8 luglio 1909 il suo nucleo era di 13a.